# Xã Warminster, Quận Bucks, Pennsylvania
Xã Warminster (tiếng Anh: Warminster Township) là một xã thuộc quận Bucks, tiểu bang Pennsylvania, Hoa Kỳ. Năm 2010, dân số của xã này là 32.682 người.